# Shenzhou 17

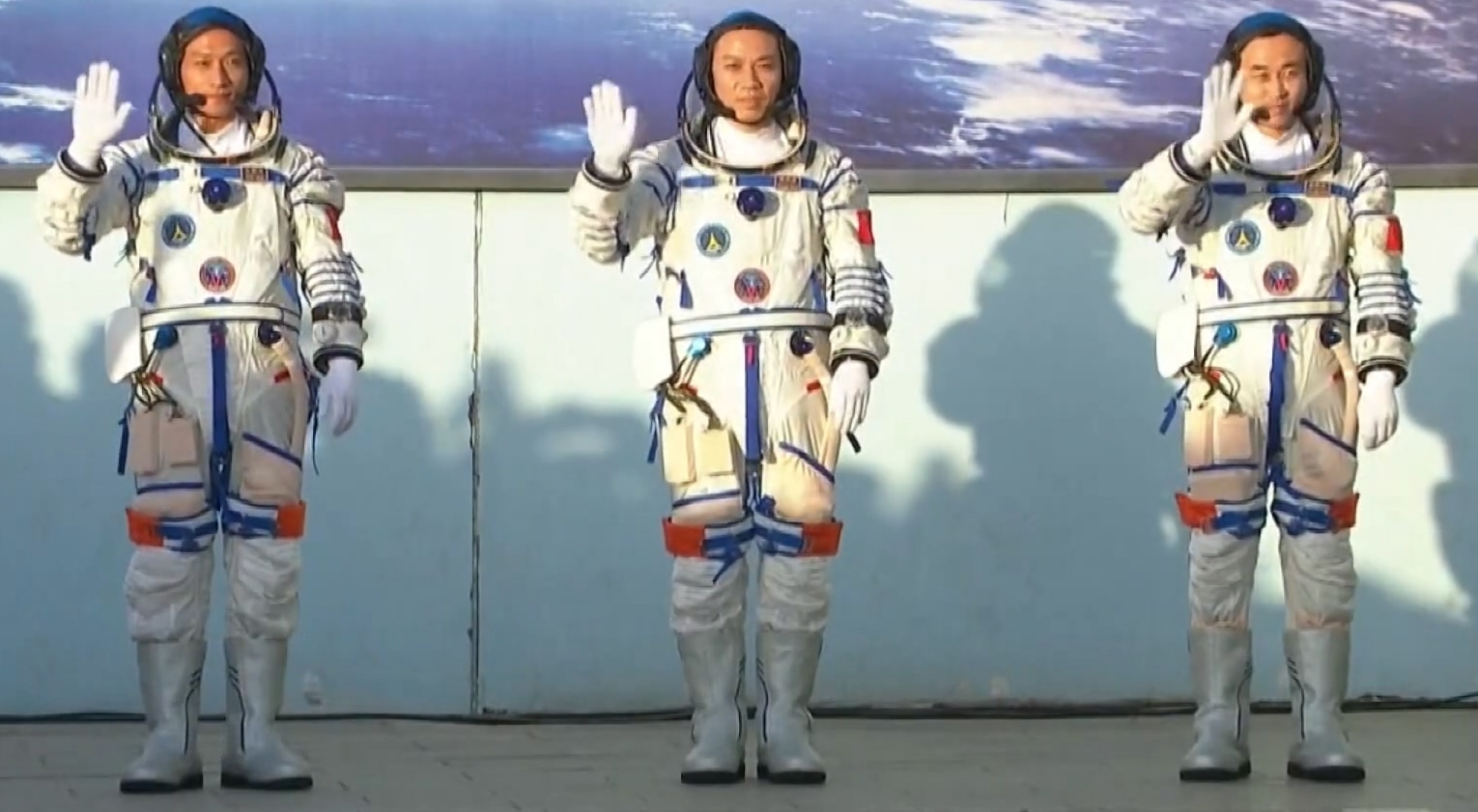
Bemanning Shenzhou 17

Shenzhou 17 (Chinees:神舟十六号, Hanyu pinyin: Shénzhōu Shíliù-hào) is een Chinese ruimtevlucht die op 26 oktober 2023 werd gelanceerd. De vlucht markeerde de twaalfde bemande Chinese ruimtevlucht en de zeventiende vlucht van het Shenzhouprogramma. Aan boord van het ruimtevaartuig waren drie taikonauten op de zesde vlucht naar het Tiangong ruimtestation.

## Bemanning
| Positie              | Ruimtevaarder                       |
| -------------------- | ----------------------------------- |
| Commandant           | Tang Hongbo, CNSA 2e ruimtevlucht   |
| Boordwerktuigkundige | Tang Shengjie, CNSA 1e ruimtevlucht |
| Missiespecialist     | Jiang Xinlin, CNSA 1e ruimtevlucht  |

## Lancering
Shenzhou 17 werd op 26 oktober 2023 met een Lange Mars 2F-draagraket gelanceerd vanaf Lanceerbasis Jiuquan in de Gobiwoestijn en arriveerde diezelfde dag bij het Tlangong-ruimtestation.
De aankomst van Shenzhou 17 bij het Tiangong-ruimtestation markeerde de derde overdracht van de bemanning aan boord van het station en op dat moment waren er kort zes taikonauten aan boord van het ruimtestation. De bemanning van Shenzhou 16 landde op 30 oktober 2023 weer op Aarde.

## Landing
De Shenzhou 17 capsule landde op 30 april 2024 in Binnen-Mongolië.
Ruimtevaartuig: Shenzhou · Tianzhou

Onbemand: Shenzhou 1 · Shenzhou 2 · Shenzhou 3 · Shenzhou 4 · Shenzhou 8

Bemand afgerond: Shenzhou 5 · Shenzhou 6 · Shenzhou 7 · Shenzhou 9 · Shenzhou 10 · Shenzhou 11 · Shenzhou 12 · Shenzhou 13 · Shenzhou 14 · Shenzhou 15 · Shenzhou 16 · Shenzhou 17 · Shenzhou 18

Bemand bezig: Shenzhou 19

Bemand gepland: Shenzhou 20 · Shenzhou 21

Gerelateerd: Tiangongprogramma · Tiangong 1 · Tiangong 2 · Tiangong ruimtestation · Lijst van bemande expedities naar het ruimtestation Tiangong · Lange Mars (raketfamilie) · Lanceerbasis Jiuquan